# Lymeon alboannulatus
Lymeon alboannulatus là một loài tò vò trong họ Ichneumonidae.